# Chiesa di San Pietro (Palermo)
La chiesa di San Pietro la Bagnara era un edificio di culto documentato nel centro storico di Palermo. Ubicata nei pressi del Castello a Mare alla Cala, nel quartiere la Loggia, a nord del porto di Palermo, fu demolita nel 1834.

## Storia
- 1081,[2] L'abate Rocco Pirri ne attribuisce la fondazione al tempo di Roberto il Guiscardo per opera di Nicolò Paratalassita figlio di Leone, guardiano del porto di Palermo.[3] Primitiva chiesa dei Santi Apostoli Pietro e Paolo. L'antichità della chiesa è comprovata da una lapide scampata alla distruzione e recante un testo in lingua greca. Il contenuto assume notevole importanza in quanto è l'unico documento epigrafico a Palermo attestante la presenza in città del duca Roberto il Guiscardo e della moglie Sichelgaita.
- 1117, L'agglomerato è annoverato come gancia del monastero di Santa Maria della Bagnara ovvero dell'abbazia e monastero di Santa Maria e dei Dodici Apostoli di Bagnara Calabra.[4] Nell'ottobre del 1117 il conte Ruggero, futuro re Ruggero II di Sicilia, in visita a Bagnara per presiedere alla dedicazione della chiesa di Santa Maria della Gloria appartenente all'Ordine dei Canonici Regolari di Sant'Agostino, accoglie le richieste del priore del monastero per il possesso di terre, chiese, pertinenze e grance sia in Calabria che in Sicilia. Gualtiero Offamilio arcivescovo di Palermo, in conformità ai voleri del conte, assegna il tempio come «hospitio» e «grancia» all'abbazia di Bagnara affinché i frati calabri possano alloggiare durante i soggiorni a Palermo. Il conte, non solo conferma le donazioni già fatte dai suoi predecessori, ma dona all'abate altre pertinenze nell'isola tra cui la chiesa che da quel momento assume la denominazione di «San Pietro de Balnearia o la Bagnara».
- XII secolo, La chiesa è restaurata da Guglielmo II di Sicilia.[4]
- 1208 30 maggio, Cronache controverse documentano la solenne consacrazione presieduta da Papa Innocenzo III, tutore e ospite di Federico II di Svevia.[2] Rito celebrato con la partecipazione di sette cardinali, un patriarca, diciotto arcivescovi e vescovi della Sicilia e del Regno.[5] Tale evento suffragato da una bolla conservata nella sacrestia della chiesa è confutato per mancanza di ulteriori fonti che attestino la presenza del Sommo Pontefice a Palermo.
- 1447, La chiesa di San Pietro è aggregata con bolla di Sisto IV alla basilica di San Giovanni in Laterano, seguendo le sorti dell'abbazia di Bagnara.
- 1800c., Fino alla distruzione, al luogo di culto faceva riferimento la piccola colonia di bagnaresi e calabri di stanza a Palermo, verosimilmente anche la potente famiglia Florio.
- 1834, Demolita per esigenze tattico - militari, alcuni reperti sono oggi custoditi presso la Galleria Regionale di Palazzo Abatellis.[6]

## Opere
- Sacrestia, l'ambiente è documentato vicino alla Cappella del Crocifisso[2][5] e custodiva il quadro di San Pietro e Paolo Apostoli opera di Riccardo Quartararo del 1494.[7]
- Santi Pietro e Paolo olio su tavola opera di Pietro Ruzzolone del 1494.

Oltre la lapide, la Galleria Abatellis attualmente ospita altri quadri di pregevole fattura tra cui:
- XV secolo, Annunciazione;[7]
- XV secolo, Incoronazione della Vergine raffigurata tra i Santi Pietro e Paolo,[7][8] Maestro delle Incoronazioni, opera custodita nella Galleria Regionale della Sicilia di «Palazzo Abatellis».

## Monastero di Santa Maria della Bagnara
- 1085, Fondazione dell'abbazia e monastero di Santa Maria e dei Dodici Apostoli di Bagnara Calabra edificata per opera del Gran Conte Ruggero. Il futuro sovrano si assicura un avamposto strategico per il controllo dello stretto di Messina, si ingrazia il favore della Chiesa di Roma per l'opera di latinizzazione delle terre soggette per secoli al dominio bizantino, dunque di rito cristiano greco - ortodosso.

L'abbazia di Bagnara ottiene presto possedimenti ed elargizioni pontificie e dei signori feudali in Calabria e in Sicilia.